# Twarab
Le twarab — appelé ainsi aux Comores, et appelé taarab à Zanzibar — est un concours de chant. 

## Terminologie
Ce terme provient de la racine arabe طرب signifiant joie par la musique.

## Historique
Le twarab correspond initialement à des concerts et concours de violons arabes, qui progressivement associent également des influences indiennes. Barghach ben Saïd, dernier sultan avant le protectorat britannique, se prend d'intérêt pour cette musique. Il crée, sous la houlette de professeurs égyptiens et turcs  l'Ikhwani Safaa, le premier orchestre de cour arabe de Zanzibar. Cette musique gagne également les Comores,.
Jusqu'aux années 1930, le taarab est joué et chanté par des hommes, en arabe. Mais la chanteuse Siti binti Saad introduit un répertoire en swahili, popularise cette musique et enregistre ses chansons sur des 78 tours en Inde. Bi Kidude est une de ses héritières spirituelles.
Tandis que des musiciens jouent des thèmes improvisés sur des airs connus, les chanteurs improvisent des paroles, le plus souvent ironiques et pleines d'esprit, prétexte à toutes les moqueries, mais aussi, à transmettre divers messages codés aux oreilles qui savent entendre. Les performances viennent autant du chanteur que des musiciens.
Alors qu'aujourd'hui, à Zanzibar, les taarabs n'ont rien perdu de leur esprit caustique d'antan, aux Comores, les twarabs sont le plus souvent organisés dans les mariages et comportent des paroles écrites pour la circonstance.

## Principaux chanteurs
- Siti binti Saad - Zanzibar
- Bi Kidude - Zanzibar
- Asha Abdow Saleebaan 'Malika' - Somalie
- Zuhura Swaleh - Kenya
- Juma Bhalo - Kenya